# Rosario Stroscio
Rosario Stroscio (narozen cca 1918 na Sicílii – 9. června 2019) byl římskokatolický kněz, salesián a exorcista.
V roce 1997 byl Rosario Stroscio pozván arcibiskupem kalkutským Henry Sebastianem D'Souza, aby vykonal exorcismus na osmdesátisedmileté Matce Tereze, jež v té době byla hospitalizována. Matka Tereza trpěla nespavostí a chovala se divně.
Arcibiskup popsal situaci takto: „Když lékaři říkají, že nejsou schopni nalézt lékařský důvod nespavosti, myslel jsem, že by mohla být napadena ďáblem.“ Po exorcismu prý byla klidná a klidně spala.